# Джуд Деверо
Джуд Гилиъм (на английски: Jude Gilliam) е американска писателка, авторка на бестселъри в жанра исторически, съвременен и паранормален любовен роман. Пише под псевдонима Джуд Деверо (на английски: Jude Deveraux).

## Биография и творчество
Джуд Гилиъм е родена на 20 септември 1947 г. във Феърдейл, Кентъки, САЩ. Има един брат и две сестри, които са по-малки от нея. След гимназията учи в Университета „Мурей“ и завършва с диплома по изкуство. В продължение на много години работи като учител на 5-и клас.
През 1967 г. се омъжва за Ричард Уайт, но бракът им е краткотраен и те се развеждат през 1969 г.
През 1976 г. започва да пише любовни романи. Първият ѝ любовен роман „Омагьосаната земя“ (The Enchanted Land) е публикуван през 1979 г. под псевдонима Джуд Деверо. След това тя напуска работата си в училището и се посвещава на писателската си кариера.
През 1987 г. се омъжва за втория си съпруг Клод Монтасър. Техният приемен син Сем загива на 8 г. в мотоциклетна катастрофа. През 1991 г. се развеждат.
Джуд Гилиъм пише исторически романси със сюжетни линии, в чийто център са силни и способни героини. Времето на действие е в 15-и или 16-и век, но и в пост-революционна Америка, деветнадесети век в Колорадо, и деветнадесети век в Ню Мексико. Освен исторически романси пише и съвременна романтика свързана с пътувания, като самата тя много обича да пътува и да живее на различни места в САЩ, Египет и Европа. В други романси развива някои паранормални сюжети. Нейната основна серия романси „Монтгомъри“ има няколко отделни сюжетни линии оформени като самостоятелни серии. Те имат силно лиричен стил, затрогващи и хумористични, със запомнящи се герои, богати детайли и правдоподобен диалог.
Произведенията на Джуд Гилиъм са били повече от 30 пъти в списъците на бестселърите на „Ню Йорк Таймс“. Те са преведени на 18 езика и са отпечатани в над 60 милиона екземпляра по целия свят. През 2000 г. е удостоена със специалната награда от списание Romantic Times за иновативен исторически любовен роман за серията „Монтгомъри“.
Джуд Гилиъм живее в Шарлът, Северна Каролина, а също има къща и в средновековния град Бадолато, Италия. Освен да пътува обича да решава кръстословици или да поддържа градината си.

## Произведения

### Самостоятелни романи
- The Enchanted Land (1979)[1][2][3][4]
- Casa Grande (1982)
- Remembrance (1994)
Спомен, изд.: ИК „Бард“, София (1995), прев. Ивайла Божанова
- The Blessing (1998)
Благословията, изд.: ИК „Хермес“, Пловдив (1999), прев. Пенка Стефанова
- An Angel for Emily (1998)
Ангел за Емили, изд.: ИК „Хермес“, Пловдив (1999), прев. Петя Димитрова
- Temptation (2000)
- The Mulberry Tree (2002)
- Wild Orchids (2003)
- Secrets (2008)

### Серия „Монтгомъри“ (Montgomery) – хронологично
- The Black Lyon (1980) – пилотен роман за серията

1. The Maiden (1988)
Кралицата дева, изд.: „СББ Медиа“, София (2017), прев. Ивайла Божанова
2. Judith (1981) – издаден и като The Velvet Promise
Джудит, изд.: ИК „Ирис“, София (1998), прев. Ваня Пенева
Копринено обещание, изд.: „СББ Медиа“, София (2016), прев. Ваня Пенева
3. Highland Velvet (1982)
Алисия, изд.: ИК „Ирис“, София (1998), прев. Ваня Пенева
Копринена ласка, изд.: „СББ Медиа“, София (2018), прев. Ваня Пенева
4. Velvet Song (1983)
Клариса, изд.: ИК „Ирис“, София (1998), прев. Ваня Пенева
Нежна песен, изд.: „СББ Медиа“, София (2019), прев. Ваня Илиева
5. Velvet Angel (1981)
Фиона, изд.: ИК „Ирис“, София (1998), прев. Ваня Пенева
Нежен ангел, изд.: „СББ Медиа“, София (2020), прев. Ваня Пенева
6. The Heiress (1995)
7. The Raider (1987)
Черния отмъстител, изд.: ИК „Ирис“, София (2000), прев. Андреа Михайлова
8. Mountain Laurel (1990)
9. Eternity (1992)
10. The Duchess (1991)
Дукесата, изд.: ИК „Ирис“, София (1995), прев. Йордан Митев
11. The Temptress (1986)
Изкусителката, изд. „Фама“ (1994), прев. Трендафил Начков
12. Wishes (1989)
13. The Awakening (1988)
14. The Invitation (1994) – разказ в The Invitation
15. The Invitation: Invitation / Matchmakers / Perfect Arrangement (1994) – сборник
16. The Princess (1987)
Принцесата, изд.: ИК „Ирис“, София (1994), изд. SBB Media (2014), прев. Надя Петрова
17. A Knight in Shining Armor (1989)
Рицар в бляскави доспехи, изд.: „Ибис“ (2020), прев. Диана Кутева
18. High Tide (1999)
19. Holly (2003)
20. Someone to Love (2007)
21. Met Her Match (2019)

#### Серия „Завинаги“ (Forever Trilogy)
като подсерия от серията „Монтгомъри“
1. Forever...: A Novel of Good And Evil, Love And Hope (2002)[1]
2. Forever and Always (2003)
3. Always (2004)

### Серия „Джеймс Ривър“ (James River)
- Sweetbriar (1983) – пилотен роман за серията

1. Counterfeit Lady (1984)[1]
Никол, изд.: ИК „Ирис“, София (1995), прев. Надя Петрова
2. Lost Lady (1985)
Рийган, изд.: ИК „Ирис“, София (1995), прев. Йордан Митев
3. River Lady (1985)
Лея, изд.: ИК „Ирис“, Пловдив (1995), прев. Екатерина Генова

### Серия „Тагърт“ (Taggert)
1. Черния отмъстител, The Raider (1987) – част и от серията „Монтгомъри“[1][2]
2. Twin of Ice (1985)
Сърце от лед, изд.: ИК „Ирис“, София (1993), прев. Ваня Пенева
3. Sweet Liar (1992)
Сладък лъжец, изд. Flamingo (1993), прев. Бранимир Минчев
4. Клопка за двама, The Matchmakers (1994) – в The Invitation
5. От любопитство, Just Curious (1995) – в A Gift of Love
6. Holly (2003)

### Серия „Близнаците Чандлър“ (Chandler Twins)
1. Twin of Fire (1985)[1]
Сърце от пламък, изд.: ИК „Ирис“, София (1993), прев. Ваня Пенева
2. Twin of Ice (1985)
Сърце от лед, изд.: ИК „Ирис“, София (1993), прев. Ваня Пенева

### Серия „Кралската фамилия Ланкония“ (Lanconia's Royal Family)
1. The Maiden (1988)[1]
Кралицата дева, изд. „Фама“ (1994), прев. Ивайла Нецова, Аспарух Николов
2. The Princess (1987) – част и от серията „Монтгомъри“
Принцесата, изд.: ИК „Ирис“, София (1994), изд. SBB Media (2014), прев. Надя Петрова

### Серия „Перегрин“ (Peregrine)
1. The Taming (1989)[1][2]
2. The Conquest (1991)
Завоевание, изд. „Ей Си Джи“ (1992), прев. Бранимир Манчев

### Серия „Легенд, Колорадо, САЩ“ (Legend, Colorado, USA)
1. Legend (1996) – награда на списание Romantic Times[1]
2. The Teacher (1997) – в Upon a Midnight Clear

### Серия „Лятната къща“ (Summerhouse)
1. The Summerhouse (2001)[1]
Лятната къща, изд.: ИК „Хермес“, Пловдив (2002), прев. Валентина Атанасова
2. Return to Summerhouse (2008)

### Серия „Едентън“ (Edenton Trilogy)
1. First Impressions (2005)[1]
Погледни ме, изд.: ИК „Плеяда“, София (2008), прев. Павел Боянов
2. Carolina Isle (2005)
Искам те, изд.: ИК „Плеяда“, София (2010), прев. Нина Рашкова

### Серия „Едилиън“ (Edilean)
1. Lavender Morning (2009)[1][2]
Цвят на лавандула, изд.: ИК „Плеяда“, София (2011), прев. Нина Рашкова
2. Days of Gold (2009)
3. Scarlet Nights (2010)
Полъх на лятна нощ, изд.: ИК „Плеяда“, София (2013), прев. Нина Рашкова
4. Promises (2010)
5. The Scent of Jasmine (2010)
Ухание на жасмин, изд.: ИК „Плеяда“, София (2011), прев. Нина Рашкова
6. Heartwishes (2011)
Съкровени желания, изд.: ИК „Плеяда“, София (2014), прев. Росица Златанова

### Серия „Лунна светлина“ (Moonlight trilogy)
1. Moonlight in the Morning (2011)[2]
2. Stranger in the Moonlight (2012)
Неочакван любим, изд.: ИК „Плеяда“, София (2015), прев. Весела Ангелова
3. Moonlight Masquerade (2013)

### Серия „Булките от Нантъкет“ (Nantucket Brides Trilogy)
1. True Love (2013)[1][2]

### Сборници
- Клопка за двама, в A Holiday of Love (1994) – с Джил Барнет, Арнет Лем и Джудит Макнот[1][2]
- A Gift of Love (1995) – с Кимбърли Кейтс, Андреа Кейн, Джудит Макнот и Джудит О'Брайън
- Upon a Midnight Clear (1997) – с Маргарет Алисън, Стеф Ан Холм, Линда Хауърд и Марая Стюарт
- Клопка за двама, От любопитство, Simple Gifts (1998) – с Джудит Макнот
- A Season in the Highlands (2000) – с Джил Барнет, Пам Биндер, Патриша Кабът и Джералин Доусън

### Новели
- От любопитство, Just Curious (2012)[1]

### Разкази
- The Invitation (1994)
- The Matchmakers (1994)
- От любопитство, Just Curious (1995)
- The Teacher (1997)